# 담황목따오기
담황목따오기(Buff-necked ibis)는 흔히 흰목따오기(White-throated ibis)라고도 불리며 남아메리카 동부와 북부의 개방된 서식지에서 널리 발견되는 비교적 큰 따오기아과이다. 이전에는 비슷한 검은목젖따오기를 아종으로 포함했지만, 이 종은 남아메리카의 추운 지역에만 거의 전적으로 제한되어 있으며, 가슴 부분이 어두운 회색이 아닌 담황색을 가지고 있으며, 대조적인 큰 흰색 날개 패치가 없다.

## 묘사
총 길이는 약 75cm이고, 목은 매끄럽고 윗부분은 회색이며 배와 비행 깃털은 검은색이며 날개에는 큰 흰색 반점이 있다. 비행 중에는 비교적 짧은 다리가 꼬리를 넘어 확장되지 않는 경우 (예: 아메리카따오기속과 적갈색따오기속), 흰색 반점은 위쪽 날개에 넓은 흰색 띠를 형성하여 검은색 날개깃과 회색 작은 날개 덮개를 구분한다. 눈 주위의 부리와 맨살은 검은색이고 다리는 빨간색이다.

## 서식지 및 상태
담황목따오기는 들판, 습지, 사바나, 초원 등 다양한 개방된 서식지에서 서식한다. 주요 개체군은 두 가지가 있다. 지정 아종은 콜롬비아, 베네수엘라, 기아나, 브라질의 남아메리카 북부와 중부 전역에서 발견되며, 또 다른 아종은 브라질 남부, 볼리비아 동부와 북부, 파라과이, 우루과이, 아르헨티나 북부의 남아메리카 중남부에서 발견된다. 이 종은 거의 전적으로 열대 및 따뜻한 아열대 저지대에만 제한되지만, 매우 국지적으로 고지대까지 확장된다(안데스따오기만큼 높지는 않지만). 거의 전적으로 서식하지만, 지역 이동이 발생할 수도 있다. 파나마에서는 우연히 방문한 것으로 기록되어 있다.
넓은 분포 범위와 추정 개체수가 25,000에서 100,000 사이인 담황목따오기는 IUCN 적색 목록에서 최소관심종으로 평가된다.

## 행동
먹이는 주로 부드러운 토양에서 발견되는 곤충, 거미, 개구리, 파충류, 달팽이, 무척추동물 및 작은 포유류로 구성된다. 암컷은 보통 나뭇가지와 가지로 만든 둥지에서 나무에 2~4개의 알을 낳는다.